# RIM-67 Standard
Il missile RIM-67 Standard ER (SM-1ER/SM-2ER) è un missile terra-aria a lungo raggio sviluppato per la US Navy per rimpiazzare i missili Terrier

## Versioni
| Versione | Lotto            | Note                  |
| -------- | ---------------- | --------------------- |
| RIM-67A  | SM-1ER Block I   | Aggiornamento Terrier |
| RIM-67B  | SM-2ER Block I   | Aggiornamento         |
| RIM-67C  | SM-2ER Block II  | Aggiornamento         |
| RIM-67D  | SM-2ER Block III | Aggiornamento         |
| RIM-156A | SM-2ER Block IV  | Aegis                 |
| RIM-156B | SM-2ER Block IVA | Cancellato            |